# Histoire du Lude

Les armoiries de la commune du Lude se blasonnent ainsi :
D'azur à la croix engrêlée d'argent.
Historique : ce blason fut adopté officiellement par la commune du Lude, le 17 juillet 1961 mais il était déjà en usage en 1669.

Vous lisez un « bon article » labellisé en 2020.
L'histoire du Lude (Sarthe) recouvre l'ensemble des évènements, anciens ou plus récents, liés à cette ville française. Les ensembles mégalithiques présents en vallée du Loir témoignent d'une occupation de la région dès la période néolithique, tandis que l'éperon du camp de Vaux et le site de Cherré, tous deux situés à quelques kilomètres à l'est du Lude, montrent son dynamisme de l'âge du bronze à l'Antiquité.
Au Moyen Âge, Le Lude devient une place forte aux confins des comtés de l'Anjou et du Maine. Une motte féodale puis un château en pierre constituent alors son appareil défensif. La ville se développe alors par son activité minotière et par l'établissement de plusieurs édifices religieux avant de connaître les troubles de la Guerre de Cent Ans : le château du Lude est occupé par les Anglais de 1425 à 1427. Le Lude connaît un nouvel essor à la Renaissance grâce à son seigneur Jean Daillon qui fait relever le château de sa ruine, puis à ses successeurs qui continuent de développer la ville en y installant des hôpitaux et des fabriques de cuirs et d'étamines. Érigée en comté en 1545 puis en duché-pairie en 1675, la seigneurie du Lude dispose ensuite de son propre grenier à sel dans la sénéchaussée de Baugé.
Rattachée au département de la Sarthe à la Révolution, la commune du Lude devient un chef-lieu de canton. Jusqu'à la Restauration, elle est régulièrement secouée par des troubles liés à la chouannerie et notamment prise deux fois par les troupes royalistes de Bernard de la Frégeolière. En 1816, quatre hommes faisant partie d'un groupe nommé les « Vautours de Bonaparte », en signe de fidélité à l'empereur, y sont guillotinés.
Le XIXe siècle voit le développement économique et industriel de la ville avec l'arrivée du chemin de fer puis de l'électricité, et l'installation d'usines comme la papeterie de la Courbe. La ville paye un lourd tribut dans les combats de la Première Guerre mondiale avec le décès de 123 de ses habitants, puis connaît l'occupation allemande pendant la Seconde Guerre mondiale. Des prisonniers russes y sont notamment internés tandis qu'un camp de stockage de munitions est établi entre la commune du Lude et celles de Savigné-sous-le-Lude et Thorée-les-Pins. L'explosion de la gare du Lude le 3 mars 1944 est un des évènements marquants de la période sur le plan local, de même que la déportation de plusieurs jeunes réfractaires au Service du travail obligatoire (STO) ayant déclenché une manifestation spontanée contre l'occupant.
Après la dernière guerre, Le Lude se démarque par la création d'un des premiers spectacles de son et lumière de France, mais la ville connaît, comme l'ensemble du sud de la Sarthe, un déclin industriel certain de la fin du XXe au début du XXIe siècle.

## Occupation du territoire de la Préhistoire à l'Antiquité

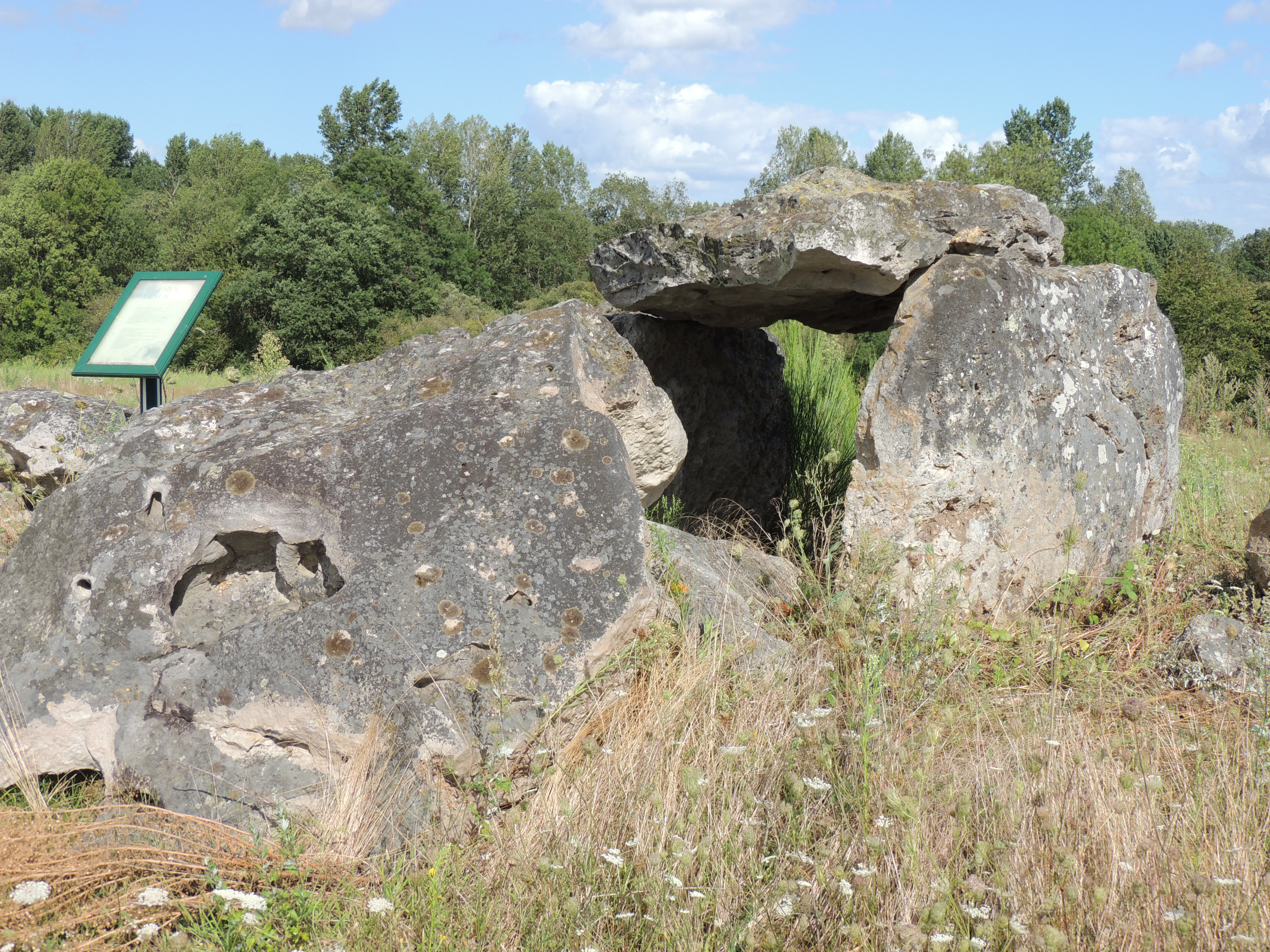
Le dolmen d'Amenon, un des nombreux mégalithes en vallée du Loir.

L'occupation humaine de la région ludoise est très ancienne et remonte au moins au Néolithique comme l'atteste la présence de plusieurs ensembles mégalithiques. Un dolmen, dit « de Cuissé », est recensé sur le territoire même du Lude,, bien que détruit en 1928. Le menhir du Loup-Pendu, situé à 4 kilomètres au sud-ouest du Lude, sur la commune de Savigné-sous-le-Lude, est quant à lui conservé. De nombreux autres dolmens ou menhirs sont signalés dans les communes voisines,, ainsi que plusieurs enceintes protohistoriques. Le dolmen d'Amenon, fouillé dans les années 1970 à Saint-Germain-d'Arcé, a été utilisé comme lieu de sépulture à la fin du quatrième millénaire avant Jésus-Christ. À Aubigné-Racan, deux autres sont répertoriés à proximité de la ferme de « la Persillière » et de celle du « Colombier ».
Par ailleurs, le « camp de Vaux », un éperon situé à 6 kilomètres du Lude et surplombant le Loir, est occupé dès le VIIe siècle av. J.-C.. Sa phase de fortification s'accompagne, au nord-est et dans la vallée, sur le site de Cherré, de la création d'une nécropole de l'âge du bronze et du Hallstatt,.
Dans l'Antiquité, Le Lude se trouve sur la voie romaine qui, passant par Coulongé, relie Le Mans à Poitiers,. Son territoire est alors situé à la frontière septentrionale de la civitas des Andécaves, qui suit le cours du Loir, au carrefour de celui des Turons au sud-est et de celui des Aulerques Cénomans au nord. À cette époque, l'importance commerciale du site de Cherré croît fortement et les fouilles archéologiques menées ont permis de mettre au jour un théâtre, un forum, un temple, des thermes ainsi que les vestiges d'un aqueduc. Aussi, à trois kilomètres au nord du Lude, sur un coteau surplombant le Loir, les vestiges d'une villa gallo-romaine ont été découverts à proximité du château de la Grifferie,.

## Le Lude au Moyen Âge

### Du Haut Moyen Âge auXIIIesiècle
Dès la fin de l'Antiquité, un foyer de peuplement semble se développer au Lude autour de son église, citée dès le IVe siècle dans les Actes des évêques du Mans. Par ailleurs, la découverte d'une pièce de monnaie frappée au Lude vers 650 témoigne de l'activité économique de la cité au début du Moyen Âge.
Fortification du pont et une poterne flanquée de tours en défendent l'accès sur la rive droite.
Les premières incursions vikings en Anjou entre 853 et 873 conduisent les seigneurs locaux à entreprendre la construction de forteresses pour protéger leurs terres,. Par sa position stratégique aux confins du Maine, de l'Anjou et de la Touraine, le site du Lude revêt alors une importance particulière et c'est ainsi qu'est édifié, sur la rive gauche du Loir, le « fort de la Motte ». Bâti à une centaine de mètres au nord du château actuel, ce château primitif ne consiste alors qu'en une motte sur laquelle s'élève un donjon entouré de fossés et de palissades,. Le lieu est plus tard érigé en châtellenie sous l'appellation de la Motte-sous-le-Lude.

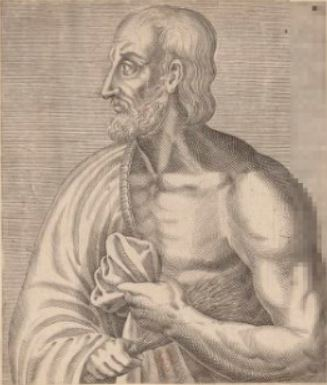
Foulques Nerra, comte d'Anjou, possède la forteresse du Lude au XIe siècle.

Une autre conséquence des expéditions normandes en Anjou est le pillage de la ville du Lude et la destruction de son église. En 976, Geoffroy Grisegonelle, comte d'Anjou et seigneur du Lude, en fait don à l'abbaye Saint-Jouin de Marnes, en Poitou. L'église n'est pas reconstruite et seule subsiste une chapelle érigée sur ses ruines. En 1085, le seigneur Hubert de Beaumont confie la chapelle aux moines de l'abbaye Saint-Aubin d'Angers. Ils y fondent un prieuré le 25 juin 1113 sous le patronage de saint Vincent et sont à l'origine de la construction de l'église nouvelle, qui porte le même nom,.
Avant cela, en 1027, le comte d'Anjou Foulques Nerra est assiégé au château du Lude par le duc Alain de Bretagne, qui veut ainsi le punir des mauvais traitements infligés à son allié Herbert Éveille-Chien, comte du Maine. Ce dernier avait été capturé à Saintes deux années plus tôt par Foulques Nerra qui souhaitait s'attribuer ses possessions, avant d'être libéré en échange de terres et d'otages. Surpris par l'attaque du duc de Bretagne et ne possédant pas les troupes nécessaires pour soutenir le combat, Foulques Nerra se soumet immédiatement et restitue les hommes et les biens qu'il avait saisis.
La châtellenie du Lude prospère au fil des siècles. Son seigneur possède des droits sur la rivière du Loir depuis Vaas jusqu'au moulin de Vilaines à Luché-Pringé et l'activité minotière est alors très développée sur son territoire. Le moulin de Thienval est mentionné dès le début du XIe siècle dans le cartulaire de l'abbaye Saint-Aubin d'Angers, qui possède également ceux de Rihouy et de Pontfour. Plusieurs moulins sont également installés sur le site de Malidor et Richard III de Beaumont, seigneur du Lude de 1236 à 1239, en octroie la dîme à l'abbaye Notre-Dame de la Charité d'Angers. Par ailleurs, et dès la fin du XIIe siècle, le hameau de Raillon se développe à environ 1 500 mètres au sud de la ville, au bord de la Marconne. Les habitants se groupent d'abord autour d'un prieuré fondé en 1190 par les moines de Saint-Aubin-d'Angers, puis d'une léproserie bâtie en 1202 à l'initiative de Raoul VIII de Beaumont-au-Maine à proximité de la chapelle Sainte-Marie de Raillon.

### Construction du château actuel et guerre de Cent Ans

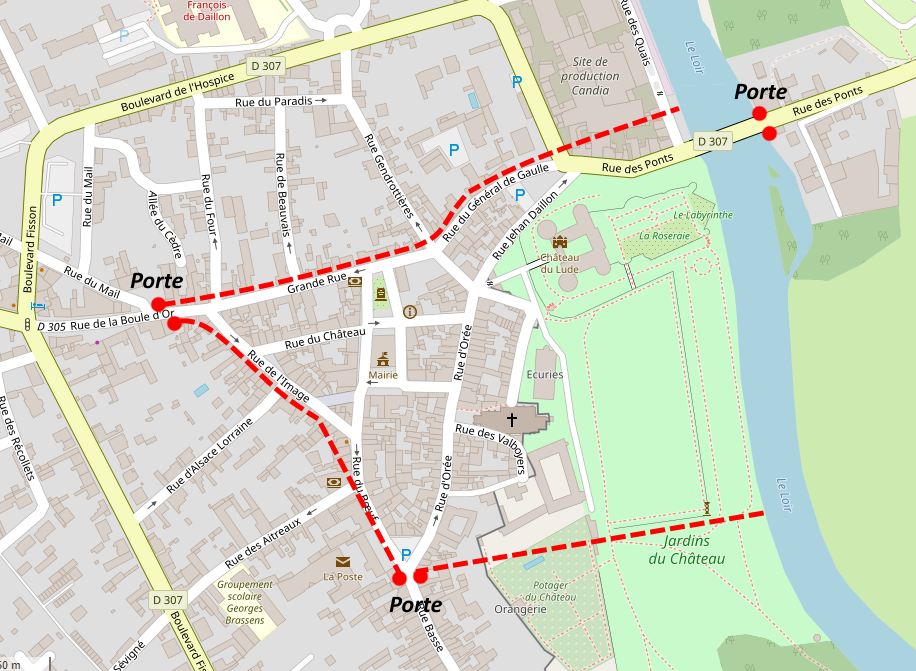
Les limites de la ville du Lude au Moyen Âge d'après les travaux de Jacques Bellanger.

Vers la fin du XIIIe siècle, le fort de la Motte est abandonné. Les bases d'une forteresse en maçonnerie sont établies plus au sud et donnent naissance au château actuel. La construction de cette forteresse médiévale s'étale sur deux siècles et d'importants dispositifs de défense sont mis en place : les douves sont creusées, un éperon en maçonnerie et des remparts sont construits face au Loir.
Louis II de Beaumont, seigneur du Lude, s'engage aux côtés des troupes françaises menées par Bertrand du Guesclin. Il meurt lors de la bataille de Cocherel.
La situation du Lude comme place forte de l'Anjou située aux confins du Maine en fait un site important pendant la guerre de Cent Ans. Le château-fort du Lude, appartenant à la vicomtesse de Beaumont, Isabeau de Bourbon, est un point stratégique. Le capitaine Guillaume de Méron est nommé pour en assurer la défense. Les Anglais l'attaquent à deux reprises, probablement entre avril et septembre 1371. Méron entreprend aussitôt une série de travaux pour en renforcer les défenses. Lors du premier assaut, les Anglais comblent les douves avec le bois entassé devant les remparts, mais sont repoussés notamment grâce à l'aide de Jean III de Bueil. Sous le commandement de Robert Knolles, les Anglais tentent un deuxième assaut, en vain. Une partie des troupes se retire alors pour élever un fort à Vaas.
En 1417, les Anglais mènent plusieurs incursions en vallée du Loir qui conduisent à la prise des châteaux de Gallerande et de Malicorne. Mais après la défaite de l'armée française à Verneuil en 1424, les Anglais achèvent la conquête du Maine. Ils s'emparent du château du Lude à l'automne 1425 sous les ordres du comte de Warwick, qui nomme aussitôt Guillaume Gladsdall, déjà capitaine de Malicorne, pour gouverner la place. Celui-ci reste peu de temps en place puisqu'il est nommé en 1426 bailli d'Alençon et capitaine de la forteresse de Fresnay, tout en étant remplacé par son lieutenant William Blackburn, à la tête d'une garnison de 1 200 hommes,. Pour la population locale, l'occupation anglaise est fort contraignante comme l'explique le docteur Paul Candé : « les paroisses soumises devaient se procurer, moyennant finances, une sorte de billet ou certificat délivré au nom du duc de Bedford, régent en Anjou, constatant qu'on avait prêté serment d'obéissance aux Anglais. [...] Il fallait en acheter autant qu'il y avait de feux dans chaque paroisse. Chaque paroisse était en outre obligée de payer une rançon ou composition appelée appatis, pour se mettre à couvert du pillage des garnisons anglaises. » Cela ne suffit pourtant pas à garantir la paix pour la population locale qui dut souffrir d'un grand nombre de pillages. Par ailleurs, la Chronique de l'abbaye de Bourgueil rapporte qu'en 1427, le jour de la fête de Saint Denis, la garnison anglaise du Lude rejoint celles des villes voisines pour mettre à sac le territoire situé entre Beaufort-en-Vallée et Bourgueil. Finalement, l'occupation anglaise ne dure que deux ans : à la fin de l'année 1427, les troupes françaises commandées par Ambroise de Loré reprennent le château du Lude au terme d'un siège de plusieurs jours. Gilles de Rais et Jean de Bueil prennent notamment part à l'opération,.

## Le Lude à l'époque moderne

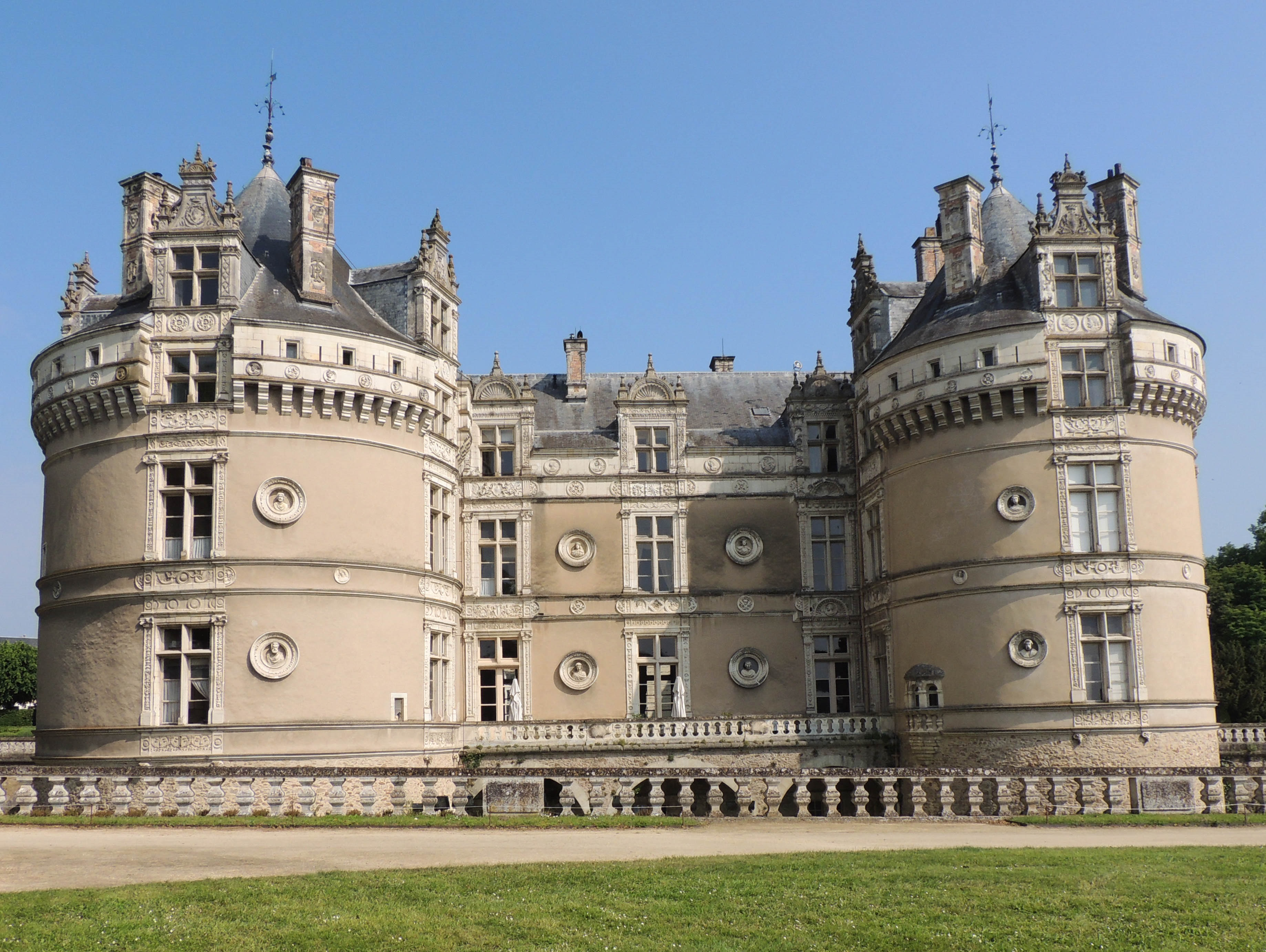
La façade Renaissance du château, édifiée par l'architecte Jean Gendrot.

Le Lude connaît une période de prospérité à la Renaissance. Jean Daillon, ami d'enfance et chambellan du roi de France Louis XI, fait l'acquisition du château en 1457. Rentré en grâce auprès du roi en 1468, il décide de relever le château de la ruine dans laquelle l'a conduit la guerre de Cent Ans et fait appel à Jean Gendrot, architecte du roi René d'Anjou afin d'examiner les dégâts causés à la forteresse et décider des travaux de restauration à entreprendre. Jean Gendrot arrive au Lude en 1479 et prend la direction des travaux qui durent près d'un demi-siècle. L'ancienne forteresse médiévale est entièrement transformée en logis de plaisance, tout en conservant son aspect militaire. Pendant son séjour au Lude, Jean Gendrot s'installe dans une maison à proximité du château, aujourd'hui appelée « maison des Architectes ». La nombreuse main-d'œuvre employée à la reconstruction du château est logée dans des maisons spécialement édifiées pour les accueillir tout au long des travaux, comme la « maison des Contremaîtres », ainsi que les maisons de la « rue de la Gendrottière », dont le nom vient directement de celui de l'architecte.
Les Daillon, qui détiennent la terre du Lude pendant deux siècles, occupent de hautes charges à la cour. La seigneurie du Lude est érigée en comté par François Ier en mai 1545,, puis en duché-pairie en faveur d'Henry de Daillon, lieutenant-général des armées du roi, en 1675. Au cours de cette période, Le Lude reçoit deux visites royales. En 1598, en l'église Saint-Vincent, Henri IV assiste à sa première procession depuis sa conversion au catholicisme à l'occasion de la Fête-Dieu,. Son fils et successeur, Louis XIII, séjourne à son tour au château du Lude en 1619.

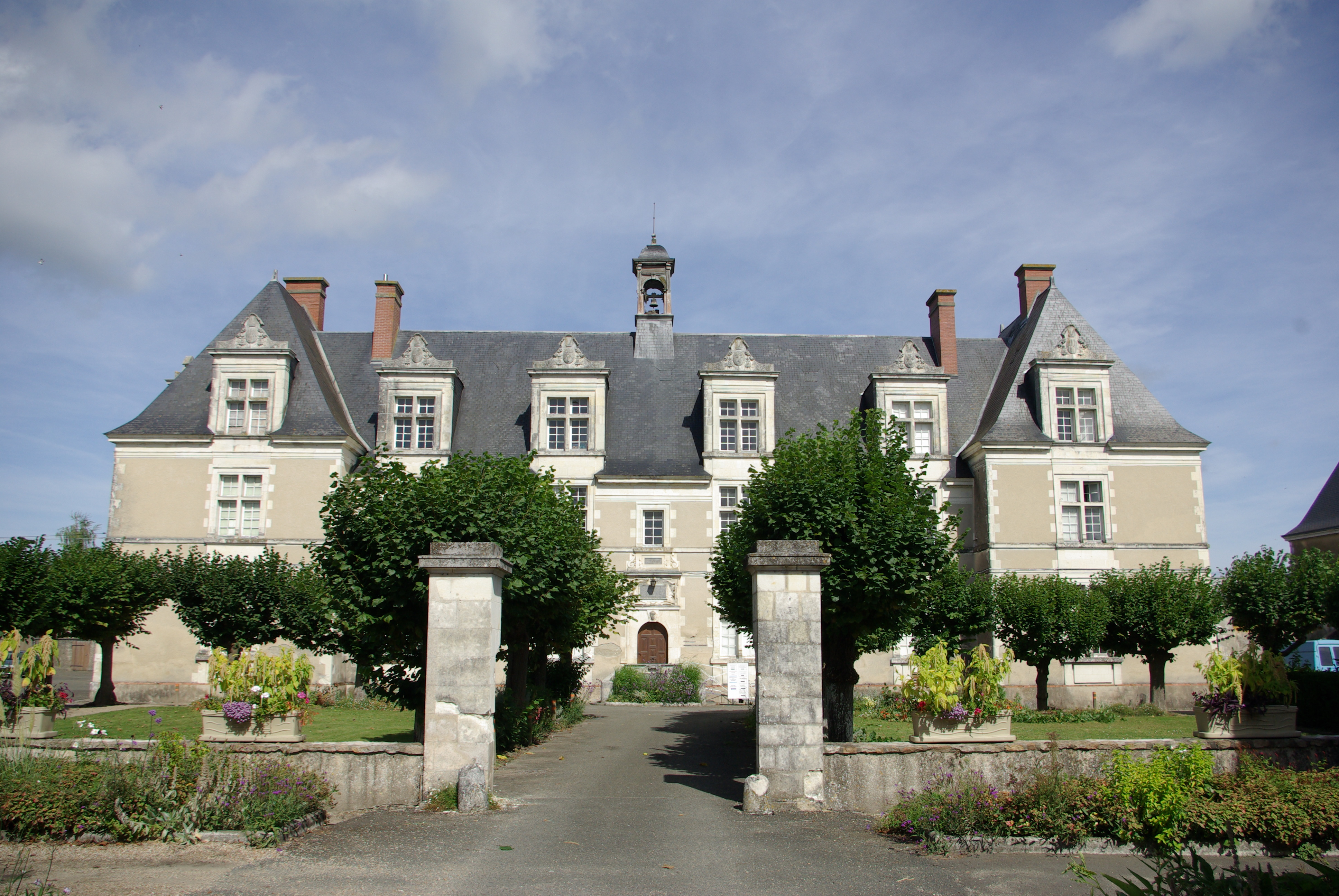
L'hôpital fondé par René de la Crochinière.

En 1606, François de Daillon, comte du Lude, fonde un hôpital pour les malades sous l'invocation de sainte Anne, tandis qu'un autre hôpital, dit de Sainte-Catherine, est créé au milieu du XVIIe siècle pour servir de maison de retraite. Au début du siècle suivant, le 27 janvier 1705, René-François Fontaine de la Crochinière fonde l'hôpital Notre-Dame de la Miséricorde, destiné à recevoir des orphelines. Ecclésiaste issu d'une famille de la noblesse ludoise, il acquiert pour cela des bâtiments situés aux portes de la ville et auparavant occupés par une communauté de Clarisses. C'est dans ce même lieu que les trois hospices ludois sont finalement réunis en un seul et même hôpital par un arrêté préfectoral le 7 juillet 1805.
Le 16 avril 1640, le seigneur du Lude Timoléon de Daillon cède aux moines récollets une maison en bordure de la ville pour qu'ils y fondent un couvent.
Le développement économique de la ville prend un nouvel essor au XVIIe siècle avec l'installation de plusieurs teintureries et tanneries. Le Lude gagne vite sa renommée pour la production de cuirs et d'étamines. Les tanneurs ludois sont notamment à l'origine de la foire du hameau de Raillon, où se tient alors un commerce de peaux avec des marchands venus de tout l'Ouest de la France. Les capes d'étamines du Lude connaissent quant à elles un grand succès à la cour sous les règnes de Louis XIV et Louis XV,. À partir de 1730, un marché hebdomadaire se tient sur la place du Champ-de-Foire le jeudi.
Dans le dernier quart du XVIIIe siècle, la marquise de la Vieuville, héritière du château, fait subir d'importantes modifications à la demeure, dont l'édification de la façade nord-est, face à l'éperon et au Loir, dans un style néoclassique. À la fin de l'Ancien Régime, Le Lude relève de la sénéchaussée angevine de Baugé et dispose de son propre tribunal, ou « grenier à sel ».

## Révolution et Empire
Lors de la création des départements français en 1790, Le Lude, comme dix-sept autres paroisses de l'ancienne province de l'Anjou, est rattachée au département de la Sarthe. La commune devient alors un chef-lieu de canton. Le 10 octobre 1790, le Directoire du département signe un arrêté transférant la foire annuelle du hameau de Raillon sur la nouvelle place du Mail au Lude, installée à l'emplacement de l'ancien cimetière de la ville. La vente de plusieurs bâtiments religieux comme biens nationaux permet à la municipalité, puis à la garde nationale et à la gendarmerie de s'installer successivement dans l'ancien couvent des Récollets. Le 13 août 1810, la commune voisine de Saint-Mars-de-Cré est rattachée par décret à celle du Lude.
L'année 1793 est marquée par le début de l'insurrection vendéenne en réponse à la levée en masse décidée par la Convention. Le 18 mars, les 60 hommes de la garde nationale du Lude, commandés par le notaire Lépingleux, sont mobilisés. Rejoignant les compagnies de La Flèche et de Baugé, ils atteignent la ville de Saumur le lendemain pour y affronter les insurgés,. Plusieurs gardes ludois meurent à la bataille de Chemillé le 11 avril. Le Lude est un temps menacée pendant la virée de Galerne. Le 10 décembre 1793, alors que les Vendéens occupent La Flèche depuis trois jours, les membres de la municipalité ludoise se réfugient à Coulongé. Alors que les Vendéens, battus au Mans quelques jours plus tard, refluent vers la Loire, le représentant en mission Garnier de Saintes donne l'ordre à plusieurs compagnies de gardes nationaux, dont celles de Châteaudun, Château-du-Loir et Vendôme, de garder le pont du Lude pour en interdire le passage aux insurgés. Les troubles se poursuivent néanmoins après l'anéantissement de l'Armée catholique et royale : des groupes de chouans continuent de soulever la région et des affrontements ont parfois lieu comme le 1er février 1795 près du domaine de Cherbon, au nord de la commune.

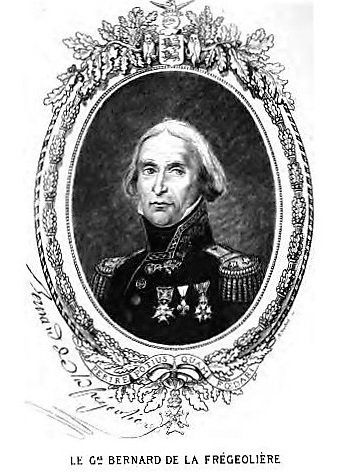
Les troupes royalistes de Bernard de la Frégeolière prennent Le Lude à deux reprises.

Lors de la troisième guerre de Vendée (1799-1800), Henri-René Bernard de la Frégeolière, colonel de la 13e légion de l'armée du Maine du comte de Bourmont, prend la ville du Lude quelques jours avant la prise du Mans. Dès lors, il y établit son cantonnement, tandis que les chouans à ses ordres livrent plusieurs batailles contre les républicains, comme dans le bourg de Foulletourte, où ils chassent la 30e demi-brigade en janvier 1800. Après la signature de la paix par le comte de Bourmont au début du mois de février, Bernard de la Frégeolière maintient un temps ses troupes au Lude mais finit par les licencier après l'arrestation de Louis de Frotté en Normandie,.
En 1813, Bernard de la Frégeolière organise clandestinement entre la Sarthe et le Maine-et-Loire deux compagnies de cent hommes, sous le nom de Nouveau-Nés, dans le but de rassembler les réfractaires à la conscription militaire et d'entraver la perception des impôts. L'espoir d'un retour de la royauté est alors au plus haut chez les partisans de la monarchie. Alertés par ces mouvements de troupe, le sous-préfet de La Flèche charge la garde nationale de traquer les insurgés,. L'année suivante, le retour de Napoléon Ier lors de la période des Cent-Jours marque le début d'un nouveau soulèvement dans l'ouest de la France, appelé petite chouannerie. Le général d'Andigné, commandant l'armée royale de la rive droite de la Loire, organise les différents commandements. L'arrondissement de La Flèche est secoué par de nombreux affrontements. La ville du Lude est prise le 9 juin par les troupes royalistes sous la conduite du général d'Ambrugeac et de Bernard de la Frégeolière.
La Restauration ne signifie par pour autant la fin des troubles dans la région. En 1816, quelques mois après la Seconde abdication de Napoléon Ier, un petit groupe de journaliers, de meuniers et de petits propriétaires de la région du Lude appelle à la révolte contre le pouvoir royal. Se nommant eux-mêmes les « Vautours de Bonaparte », ils s'emparent des armes de cultivateurs des environs pour attaquer les autorités locales. L'un des membres de ce groupe, qui dépasse à peine les 20 personnes, avait conçu l'année précédente le projet de constituer un corps franc contre les Prussiens. Finalement arrêtés, les Vautours de Bonaparte sont lourdement sanctionnés par la cour prévôtale de la Sarthe : quatre d'entre eux sont guillotinés au Lude le lendemain du procès et dix autres sont incarcérés,,.

## Le Lude duXIXesiècleà l'entre-deux-guerres

### Développement et modernisation de la ville

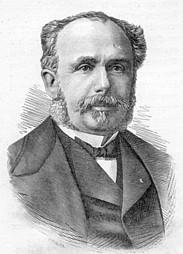
Le comte Auguste de Talhouët-Roy.

Après la Révolution, le château du Lude entre en possession de la famille de Talhouët dont les membres occupent de hautes fonctions politiques : Frédéric de Talhouët devient président du conseil général de la Sarthe et son fils Auguste de Talhouët-Roy, député puis sénateur de la Sarthe, est nommé ministre des Travaux publics en 1870. Ce dernier lance une grande campagne de restauration du château. Son petit-fils, René de Talhouët-Roy, est maire de la ville de 1888 à 1945, tout en siégeant au conseil général de la Sarthe de 1898 à 1904.

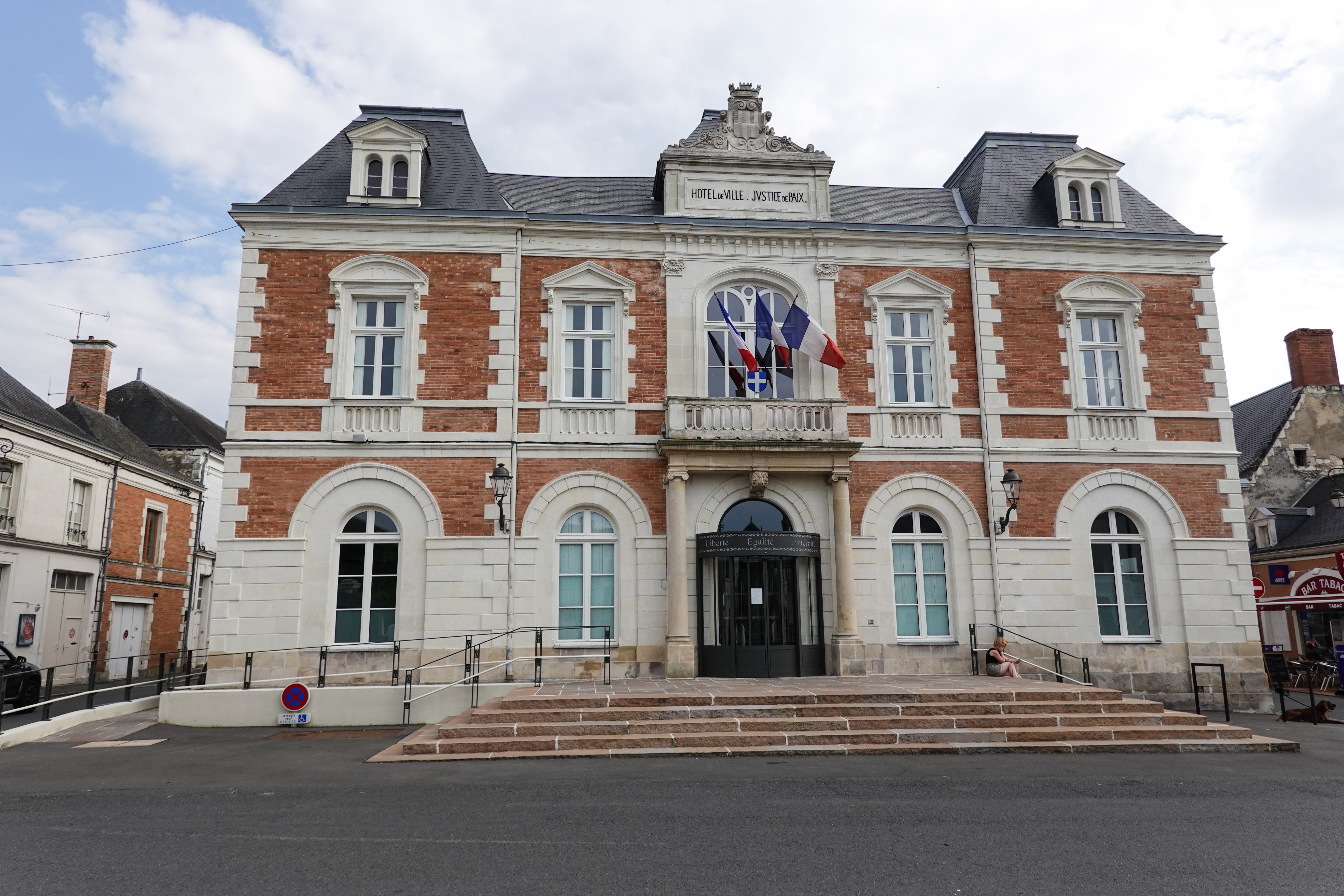
L'hôtel de ville est érigé dans la seconde moitié du XIXe siècle.

Au cours du XIXe siècle, la ville se modernise : l'hôtel de ville, qui était alors installé dans les locaux de l'actuelle école Sainte-Anne, est rebâti au centre de la ville selon les plans de l'architecte Pierre-Félix Delarue entre 1857 et 1863. Le pont qui enjambe le Loir est reconstruit en pierre en 1868 tandis que le chemin de fer arrive au Lude en 1871 au moment de l'ouverture de la ligne reliant La Flèche à Aubigné-Racan. Dans le même temps, la navigation sur le Loir est peu à peu abandonnée mais la rivière contribue néanmoins au développement économique de la ville. Plusieurs papeteries sont créées dans les environs dont celle de la Courbe au Lude en 1849. Autour de celle-ci, un hameau ouvrier se dresse rapidement au point qu'une école s'y installe au début du XXe siècle,. Moulin à blé et à tan jusqu'en 1893, le moulin de Malidor est alors transformé en centrale hydroélectrique et fournit l'électricité de la ville, tandis que les premiers travaux d'adduction d'eau potable sont entrepris en 1933. Des travaux d'embellissement sont entrepris : le kiosque à musique de la place du Champ-de-Foire est inauguré en mai 1933, tandis que le boulevard Paul Doumer, à l'entrée de la ville en venant de Tours, est inauguré la même année. Les années 1930 voient également le développement des services de cars assurant des liaisons quotidiennes avec Le Mans, Tours et Saumur, concurrençant ainsi le chemin de fer. L'industrie se concentre en bord de Loir, dans le quartier des ponts, avec la présence de la tannerie Joly, de la laiterie Coiffard, d'un atelier de fabrication de barques et d'un bateau-lavoir, tandis qu'à l'extérieur de la ville, l'activité de la papeterie de la Courbe décline.  
À partir de 1910, le restaurant-dancing de Luna Park, au lieu-dit Vaunaval, devient l'un des lieux d'animation les plus importants de la ville. Installé dans une ancienne féculerie, il connaît son essor dans l'entre-deux-guerres et jusqu'en 1934. Les loisirs se développent ensuite sur le site de Malidor : une zone de baignade sur le Loir est aménagée en 1935 par le Club Nautique Ludois, tandis qu'un hippodrome voit le jour deux ans plus tard.

### Première Guerre mondiale

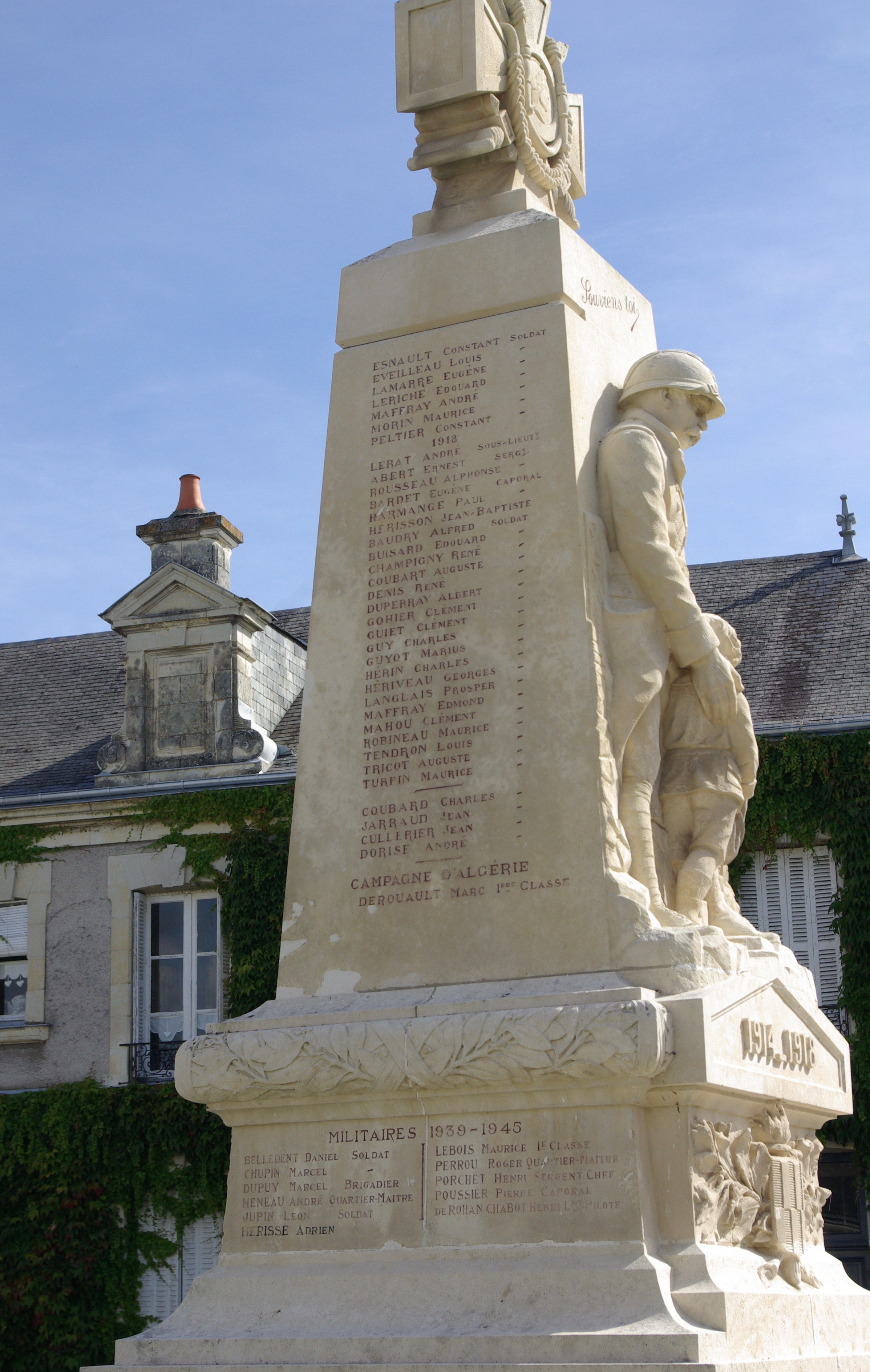
Le monument aux morts rend hommage aux 123 Ludois qui ont péri de 1914 à 1918.

Pendant la guerre de 1914-1918, Le Lude accueille une soixantaine de réfugiés belges et français venus des régions du front. L'hôpital de la ville accueille également des blessés en convalescence. Des jeunes recrues du 117e régiment d'infanterie séjournent au Lude en 1916, tout comme un détachement de 700 hommes du 150e RI l'année suivante. À la fin de 1917, des troupes américaines cantonnent pendant plusieurs semaines sur le terrain de football proche de Luna-Park. Le conflit coûte la vie de 123 Ludois. Comme dans toutes les autres communes françaises, un monument aux morts est dressé en leur honneur dans les années qui suivent la Grande Guerre. Œuvre du sculpteur Robert Gaullier, il se compose d'un obélisque surmonté de la croix de guerre et montrant un poilu accompagné d'un enfant. Il est inauguré sur la place de l'hôtel de ville le 23 octobre 1921, en présence du haut-commissaire au ministère de la Guerre, Henry Paté, du général Vuillemot commandant le 4e corps d'armée, du cardinal Dubois, archevêque de Paris, et du préfet de la Sarthe Alfred Steck.

## Les«années sombres»(1939-1945)

### Occupation allemande pendant la Seconde Guerre mondiale
Après la déclaration de guerre le 1er septembre 1939, plus de 200 Ludois sont mobilisés. Le 8 septembre, des évacués du 19e arrondissement de Paris, principalement des femmes et des enfants, arrivent en gare du Lude pour être répartis dans les différentes communes du canton. Au Lude, le nombre de réfugiés s'élève à 376 adultes et 252 enfants. Leur nombre augmente sensiblement dans les mois qui suivent, mais les deux tiers d'entre eux regagnent la capitale dès la fin 1939. En parallèle, dès le 20 septembre, une centaine de soldats britanniques sont en garnison au Lude. Le poste de commandement est installé dans l'hôtel du Bon Laboureur, sur la route de La Flèche, tandis que la troupe est cantonnée dans un hangar près de Malidor. L'armée britannique entreprend par ailleurs l'aménagement d'un camp d'aviation provisoire au sud de la ville. Des terrains sont réquisitionnés et les bâtiments de la ferme de Bel-Air sont détruits. Pour autant, la construction du camp est vaine et le projet n'est pas mené à son terme car devant l'avancée rapide des troupes allemandes, l'armée britannique quitte Le Lude au début du mois d'avril 1940. Les propriétaires des terrains concernés sont finalement indemnisés l'année suivante.
À la mi-mai, la mairie du Lude décide la création d'un centre d'accueil pour les réfugiés belges et ardennais qui fuient les zones de combat. D'abord installé au rez-de-chaussée de l'hôtel de ville puis à l'hôtel du Bon Laboureur, ce centre ne suffit pas à contenir l'afflux de réfugiés et ceux-ci sont parfois logés dans les hangars et les granges des fermes environnantes. L'armée allemande prend possession de la ville le 19 juin 1940. L'occupation s'organise : des logements sont réquisitionnés en centre-ville, chez l'habitant ou dans des bâtiments municipaux, ainsi qu'au château. La kommandantur est installée au 13, rue de la Boule-d'Or, avant d'être transférée en septembre 1942 au 47, boulevard Fisson. À l'inverse, 102 Ludois sont détenus dans des camps de prisonniers en Allemagne. Dès 1941, les Allemands délimitent un périmètre de 35 km2 de forêts situées entre Le Lude, Thorée-les-Pins et Savigné-sous-le-Lude, nommé le « camp Moltke ». Appartenant au marquis de Talhouët-Roy, maire de la commune, ces terres englobant les bois de Coulaines, de Mervé, des Onze Arpents et des Fergas, sont utilisées pour l'entrepôt de munitions. Près de 800 casemates sont installées et camouflées le long des allées forestières. Le poste de commandement est situé au domaine du Ruisseau, à Thorée-les-Pins.
Le 9 octobre 1942, les cinq membres de la famille Feuerman, une famille juive arrivée de Paris avant le début du conflit, sont arrêtés par la Gestapo, puis déportés aux camps d'Auschwitz et Ravensbruck, où ils meurent en détention. À l'inverse, plusieurs enfants juifs sont cachés avec succès par des habitants de la ville. À ce titre, deux femmes, Marie-Louise Déré et sa fille Andrée Chéramy-Déré, sont reconnues au titre de Juste parmi les nations par l'institut israélien de recherches du Mémorial de Yad Vashem en 1996.
Environ deux cents jeunes sont convoqués à l'hôtel de ville pour y être recensés à la suite de la loi du 16 février 1943 instaurant le Service du travail obligatoire. Vers midi, alors que les opérations de recensement se terminent, une partie des jeunes, rejoints par d'autres habitants du Lude, se forme en cortège et se dirige vers le monument aux morts. Après le dépôt d'une gerbe, le drapeau français est brandi et les manifestants entonnent La Marseillaise tandis qu'un clairon les accompagne. Le cortège parcourt ensuite les rues de la ville, s'en prenant notamment à la boutique d'un épicier accusé de collaboration avec les Allemands. La manifestation cesse après l'intervention des gendarmes et du sous-préfet de La Flèche, présent ce jour-là pour superviser le recensement. Dès le lendemain, plusieurs participants à la manifestation sont arrêtés. Treize jeunes du Lude et de Thorée-les-Pins sont finalement déportés dans les camps de concentration et parmi eux, six trouvent la mort en détention,. Dans le même temps, et jusqu'à la Libération, la Résistance s'intensifie et plusieurs réseaux opèrent dans la région ludoise, à l'image du réseau Max-Butler fondé par Jean Bouguennec qui recrute lui-même plusieurs éléments au Lude.
Le 3 mars 1944, en fin de matinée, un train de munitions allemand explose en gare du Lude à la suite d'un acte de sabotage de résistants locaux, provoquant la mort de deux Ludois et de nombreux dégâts sur les bâtiments et habitations proches, dont certaines sont entièrement détruites.

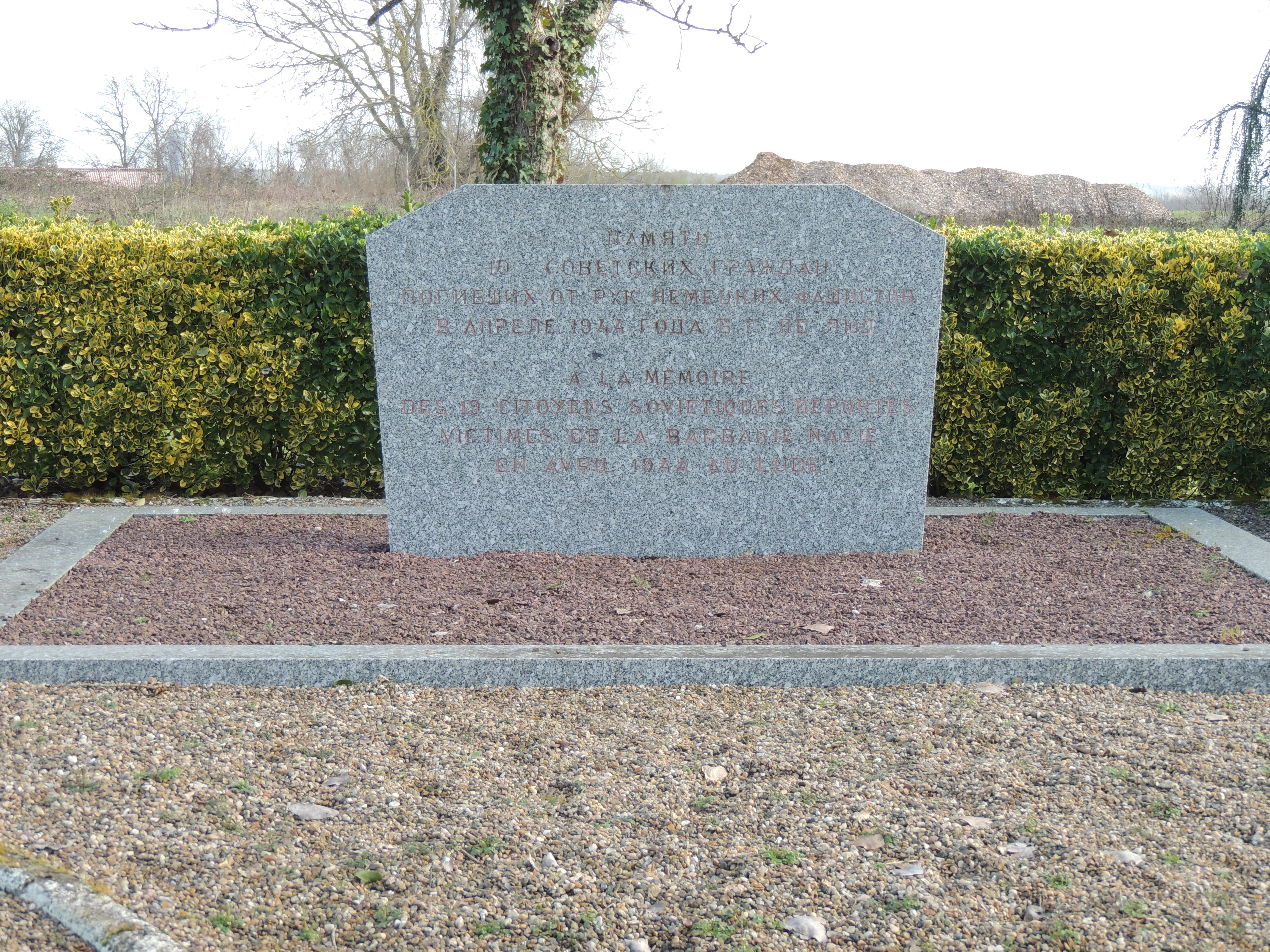
Une stèle rend hommage aux 19 prisonniers russes morts au Lude en détention.

Le 7 avril suivant, des prisonniers russes sont transportés au Lude dans des cars de la STAO réquisitionnés pour l'occasion. Les troupes allemandes les installent dans les bâtiments inoccupés de l'usine de chaussures de Paul Marétheu, en bord du ruisseau de Ris-Oui sur la route de La Flèche. Au total, plus de 500 prisonniers y sont logés dans des conditions très rudes, où la nourriture manque d'autant plus qu'on les oblige au travail forcé. Les femmes sont employées à creuser le tuffeau dans les champignonnières de Luché-Pringé, face à la ferme des Piliers, afin d'y stocker des munitions et d'abriter des chaînes de montage de missiles V1. En parallèle, elles travaillent quotidiennement à la réfection de la route départementale qui va du Port des Roches aux champignonnières, soit une portion de 2,5 kilomètres, endommagée par le passage des camions transportant le matériel. De même, la route entre la gare de Luché et le château de Mervé, où logent les officiers allemands de l'Organisation Todt, est rétablie. Pendant leur détention, 19 Russes trouvent la mort. Ils sont enterrés provisoirement sur un terrain situé face à l'usine, entre la route de La Flèche et la voie ferrée.

### Libération
Après le Débarquement des Alliés en Normandie le 6 juin 1944, un maquis s'organise dans les bois autour du château d'Amenon. À plusieurs reprises, les Résistants sont aux prises avec les soldats allemands. Le 2 puis le 7 août, le camp Moltke est bombardé par les Alliés. Pour autant, les dégâts causés par ces bombardements sont assez faibles en raison de l'isolement des différentes casemates de stockage. Trois habitants des hameaux voisins sont tués lors de ces deux attaques. Le camp est finalement miné et détruit par les Allemands alors qu'ils commencent à quitter la région ludoise le 8 août. Une partie des prisonniers russes détenus à la Chaussée réussit à s'évader mais le plus grand nombre d'entre eux est transféré par les Allemands dans une destination inconnue. Le lendemain, des membres des Forces françaises de l'intérieur tiennent la ville et capturent notamment 80 soldats allemands au hameau de Raillon. Des unités de la Wehrmacht, fuyant l'avancée des Alliés, sont encore signalées dans les environs du Lude dans les jours qui suivent, tandis que la ville est définitivement libérée au matin du 12 août par les soldats américains.
À la suite du décret du 23 août qui oblige les maquisards voulant continuer à se battre de signer un engagement pour la durée de la guerre, plusieurs résistants ludois rejoignent le 1er régiment de FFI. Le 28 août, la 4e compagnie de ce bataillon entre en garnison dans l'usine de la Chaussée pour y recevoir une brève formation militaire d'une dizaine de jours. Le 10 septembre, ils rejoignent l'ensemble des volontaires sarthois à la caserne Cavaignac, au Mans pour former, après restructuration, la 1re compagnie du 8e bataillon FFI,. Commandée par le capitaine Demenois, la compagnie participe aux combats de la poche de Saint-Nazaire jusqu'à la reddition des forces allemandes le 11 mai 1945.
En parallèle, l'usine de la Chaussée est utilisée par l'armée américaine à la fois comme lieu de cantonnement et comme prison.

## De l'après guerre auXXIesiècle

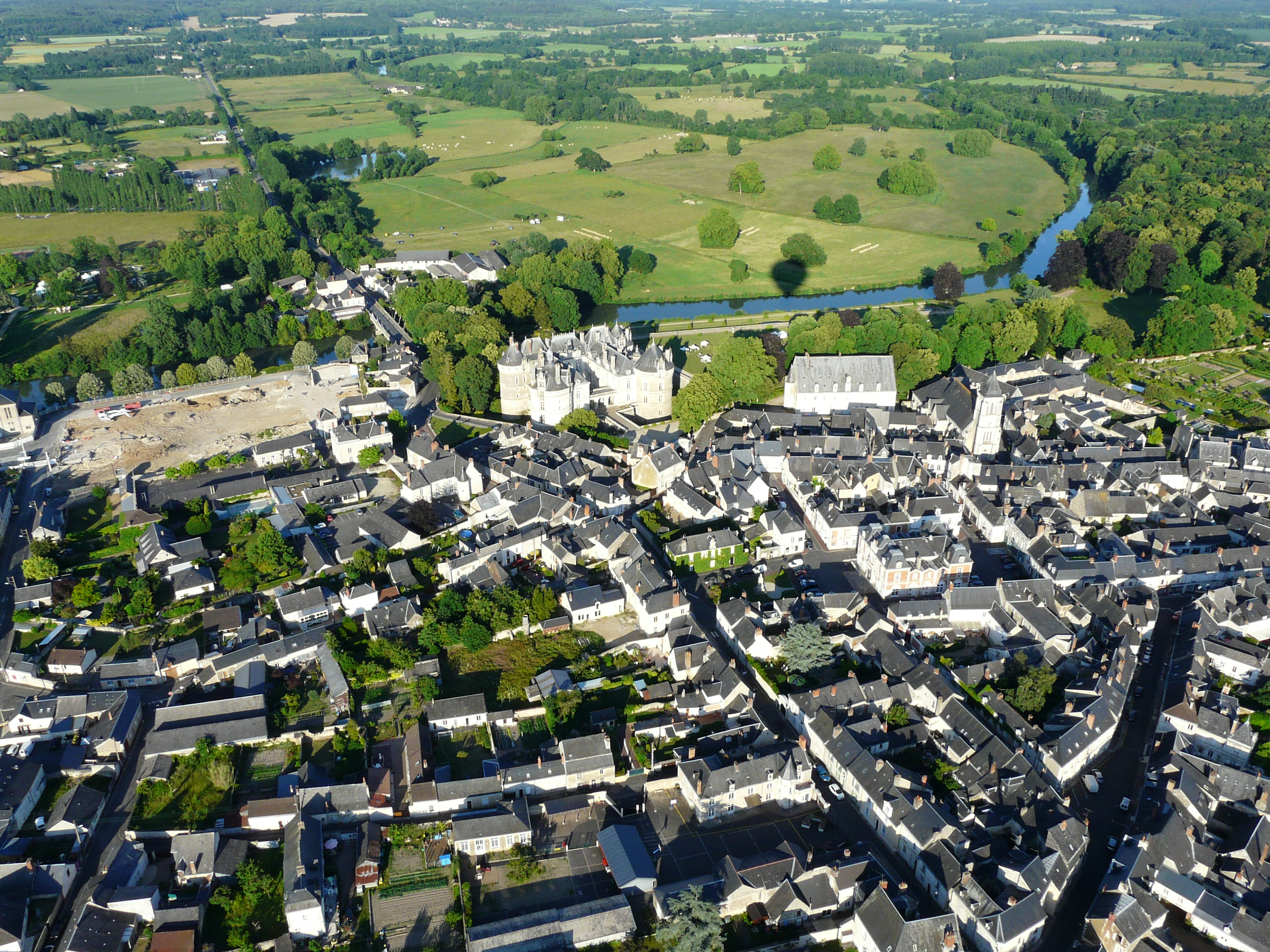
Le site de l'ancienne usine Candia, à gauche du château, doit laisser la place à une gendarmerie.

Dans les mois qui suivent la libération de la ville, l'activité économique reprend. Afin de pallier le manque de main-d'œuvre alors que de nombreux soldats français sont encore retenus en Allemagne, les cultivateurs de la région ludoise emploient une trentaine de prisonniers allemands du camp militaire de Thorée-les-Pins. À partir du 3 octobre 1945, onze d'entre eux travaillent également à la construction du nouveau stade municipal, au bout du chemin de la Cave-au-Coq, qui est inauguré trois ans plus tard. Si l'économie se développe, le transport ferroviaire décline rapidement. Le dernier train de voyageurs arrive en gare du Lude en juin 1949.
Le 29 décembre 1955, une violente tempête frappe l'ouest de la France. Le clocher de l'église Saint-Vincent est emporté et n'est pas reconstruit à l'identique, abandonnant sa flèche. En 1949, les corps des 19 prisonniers russes morts pendant leur détention sont exhumés et transférés au cimetière de la ville. En 1985, deux stèles sont érigées en leur honneur : l'une dans le cimetière et l'autre à proximité de l'entrée de l'usine où ils étaient retenus. Cette dernière est inaugurée en présence du consul soviétique.
Dans la seconde moitié du XXe siècle, la ville acquiert une certaine renommée par la tenue de différentes manifestations. Le Lude organise notamment le championnat d'Europe de jeep-cross en 1953 et 1954, mais c'est avant tout par la présence de son château que la ville rayonne : sous l'impulsion de la princesse Pia-Maria d'Orléans-Bragance, veuve du comte René de Nicolaÿ, l'un des premiers spectacles de son et lumière de France y est créé en 1958. Le spectacle assure tant la renommée du bâtiment que de la ville jusqu'à sa dernière représentation en 1995,.
La principale réalisation de la fin du XXe siècle au Lude est la construction de l'Espace Ronsard en 1989, un complexe comprenant une salle de restauration ainsi qu'une salle de spectacles de 440 places destinée aux projections cinématographiques et aux différentes animations culturelles de la ville.
Depuis le début des années 2000, plusieurs effondrements de terrain se sont produits au Lude, causant notamment un décès en novembre 2008. Ces effondrements sont dus à la présence en sous-sol de nombreuses galeries d'extraction de pierres de tuffeau, utilisées dès le XVIe siècle pour la construction des maisons ludoises ou du château,.
Le début du XXIe siècle est marqué par un fort déclin de l'activité industrielle et économique sur l'ensemble du sud de la Sarthe et, à ce titre, la ville du Lude n'est pas épargnée. En 2014, la fermeture de la laiterie Candia entraîne la perte de 185 emplois sur la commune. Cette disparition s'inscrit dans un contexte de plusieurs autres fermetures d'entreprises depuis le début des années 2000,. Entièrement rasé, le site de l'ancienne laiterie devient en 2019 la propriété de la Communauté de communes Sud Sarthe, dans le but d'y établir une nouvelle gendarmerie.